# We Made You
We Made You è un singolo del rapper statunitense Eminem, pubblicato il 7 aprile 2009 come secondo estratto dal sesto album in studio Relapse. Il brano segna il ritorno dell'alter ego Slim Shady e vanta la collaborazione di Charmagne Tripp.

## Video musicale

### Sviluppo
Il video musicale, diretto da Joseph Kahn (lo stesso del video di Without Me), fu girato a Las Vegas. Compaiono Dr. Dre, 50 Cent e Rihanna. Inoltre vi è un cameo della pornostar Lisa Ann nel ruolo della politica statunitense Sarah Palin.

### Concept
Il video è una parodia di Rock of Love e di Star Trek. In alcune parti, lo sfondo imita quello del videogioco Guitar Hero. È presente anche una parodia del video di "Jailhouse Rock" e ci sono riferimenti a Nanuk l'esquimese, Hazzard, Rain Man ed a Who's Nailin' Paylin?.
Nel video vengono imitati Bret Michaels, Jessica Simpson, Britney Spears, Kevin Federline, Lindsay Lohan, Samantha Ronson, Amy Winehouse ed il suo ex marito Blake Fielder-Civil, Ellen DeGeneres, Portia de Rossi, Elvis Presley, Tony Romo, John Mayer, Jennifer Aniston, e Kim Kardashian.

### Premi e riconoscimenti
Il video è stato premiato agli MTV Video Music Awards del 2009 come Miglior video hip hop.

## Cover
Il rapper italiano Jesto ha realizzato una cover riprendendo la strumentale. Il singolo è stato intitolato Mica campo d'aria.